# Парсонс, Майкл, 6-й граф Росс
Лоуренс Майкл Харви Парсонс, 6-й граф Росс (англ. Laurence Michael Harvey Parsons, 6th Earl of Rosse; 28 сентября 1906 — 5 июля 1979) — англо-ирландский пэр.

## Происхождение и образование

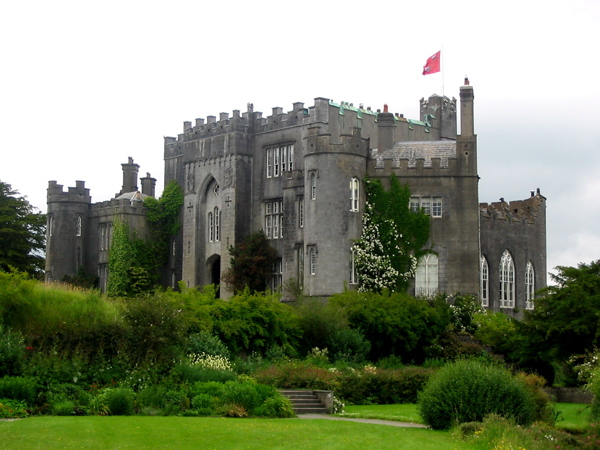
Замок Бирр, графство Оффали, резиденция графов Росс

Родился 28 сентября 1906 года. Старший сын Уильяма Эдварда Парсонса, 5-го графа Росса (1873—1918), и Фрэнсис Лоис Листер-Кей (1882—1984), дочери сэра Сесила Эдмунда Листера-Кея, 4-го баронета, и леди Беатрис Аделина Пелэм-Клинтон.
Лорд Росс получил образование в Итонском колледже и Крайст-Черч в Оксфорде (бакалавр искусств в 1929 году; магистр искусств в 1931 году). В Оксфорде Парсонс был членом Железнодорожного клуба. Члены Железнодорожного клуба обедали в строгих галстуках на борту экспресса Пензанс-Абердин, курсирующего между Оксфордом и Лестером.

## Карьера
Лорд Росс участвовал во Второй мировой войне, дослужившись до звания капитана Ирландской гвардии. Он был награжден Орденом Британской Империи в 1945 году. Лорд Росс занимал должность вице-канцлера Дублинского университета с 1949 по 1964 год и был проректором университета с 1965 по 1979 год.
Член Королевского общества искусств, член Общества антиквариев и член Королевского астрономического общества. Он был назначен рыцарем-командором Ордена Британской Империи в 1974 году. Лорд Росс активно работал в Национальном фонде.

## Брак и дети

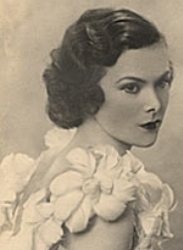
Энн Парсонс, графиня Росс (1902—1992), жена 6-го графа Росса

19 сентября 1935 года лорд Росс женился на Энн Мессель (8 февраля 1902 — 3 июля 1992), дочери подполковника Леонарда Чарльза Рудольфа Месселя и Мод Фрэнсис Самбурн. У них было двое детей:
- Брендан Парсонс, 7-й граф Росс (род. 21 октября 1936)[2] , старший сын и преемник отца. Он был женат на Элисон Маргарет Кук-Херл, дочери майора Джона Дэйви Кук-Херл.
- Достопочтенный Десмонд Оливер Мартин Парсонс (23 декабря 1938 — 16 июля 2010)[3], женился на Алин Эдвине Макдональд, дочери Джорджа Александра Макдональда.

Энн Мессель от первого брака (1925—1934) с Рональдом Армстронг-Джонсом (1899—1966) была матерью Энтони Армстронг-Джонса, 1-го графа Сноудона (1930—2017), который в 1960 году женился на принцессе Маргарет, сестре королевы Великобритании Елизаветы II.